# Кладбище советских солдат (Гданьск)
Воинское кладбище в Гданьске (пол. Gdansk Cmentarz Wojskowy) — некрополь, является одним из крупных воинских захоронений на территории  Польши, на нем похоронены советские военнослужащие, гражданские лица и военнопленные, погибшие и умершие от ран во время Второй мировой войны в ожесточённых боях при освобождении польских городов Гданьск, Сопот, Гдыня и их окрестностей.

## Описание и история

Барельеф с изображением советских солдат на территории кладбища

Кладбище расположено на  улице генерала Антония Гелгуда в городе Гданьск Поморского воеводства.

Памятник при входе на кладбище изображающий двух стоящих женщин

На кладбище похоронено 2529 советских воинов (известных — 1191)  и 583 гражданских лиц и военнопленных (известных — 25).
В конце 40-х годов XX столетия на кладбище были перенесены останки советских солдат и офицеров, погибших во время Второй мировой войны и захороненных в следующих городских районах и населенных пунктах: Елистково, Бжезно-Гданьск, Ольшинка-Гданьск, Щецин, Олива-Гданьск, Олива,  Альбрех, п. Стжижа Гданьск, Сандвег; Бжежно, Овчарня-Гданьск, Вестерплатте, Липце, Пленендорф, Бжежно-Гданьск, Гданьск, Оруня-Гданьск,  Блоня, Блоня-Гданьск, Жабянка, Гданьск — ул. Ген. Гелгуда, Ольшинка, Старе, Матарня, Злота, Карчма, Пшерубка-Гданьск, Острув, Гданьск — ул. Морска, Нова-Весь, Олива — Новы Порт.
Кладбище огорожено металлическим забором на бетонном фундаменте. При входе на кладбище установлен бетонный памятник, изображающий двух стоящих женщин.
В конце кладбища располагается дугообразная бетонная стена, на которой расположен барельеф с изображением советских солдат и две памятные таблички с текстом на польском и русском языках: «Вы одержали великую победу, были бесстрашными в бою и отдали свою жизнь за правое дело. Советским героям, павшим в 1945 г. при освобождении Гданьска. Граждане г. Гданьска».
В центре кладбища располагается братская могила, на которой расположены символические надгробия в виде вертикально стоящих металлических пятиконечных звезд. По периметру могилы установлен бетонный бордюр. На бордюре расположены мраморные плиты с нанесенной информацией о захороненных.
Шефствует над кладбищем Совет Охраны Памяти Борьбы и Мученичества Республики Польши.

## Известные люди, похороненные на кладбище
- Боридько, Фёдор Петрович (1913—1945) — Герой Советского Союза (1945), гвардии майор, командир танкового батальона 44-й гвардейской танковой бригады[2].
- Дрёмов, Пётр Григорьевич (1912—1945) —  Полный кавалер ордена Славы (1945), старшина, командир расчёта 76-мм пушки 837-го стрелкового полка 238-й стрелковой дивизии[3].
- Никитин, Виктор Петрович (1923—1945) — Герой Советского Союза (1945), старший лейтенант, заместитель командира батальона 342-го стрелкового полка 136-й стрелковой дивизии[4].
- Рахимов, Сабир Умарович (1902—1945) — Герой Советского Союза (1945), гвардии генерал-майор,  командир 37-й гвардейской стрелковой дивизии[4][5]. По официальной версии похоронен (перезахоронен) в Ташкенте.